# Diego Dabove
Diego Omar Dabove, noto semplicemente come Diego Dabove (Banfield, 18 gennaio 1973), è un allenatore di calcio ed ex calciatore argentino, di ruolo portiere, tecnico del Tigre.

## Carriera

### Calciatore
Ha fatto i giovanili a Lanús da 11 a 21 anni, dove è stato membro della squadra professionistica fino al 1995. Dopo, ha giocato nell'Argentino de Quilmes (B Metropolitana), Cañuelas (Primera C), Ferro de General Pico - La Pampa (Federale A) e Sporting Club de Laboulaye (Torneo argentino B), dove ha avuto un infortunio alla spalla. Nel luglio 2000 è entrato a far parte del Deportivo Riestra dove gioca solo poche partite e a causa di un infortunio alla spalla si è ritirato dal calcio all'età di 27 anni.

### Allenatore
Subito dopo il ritiro, Dabove si è unito allo staff di Miguel Ángel Russo come preparatore dei portieri a Los Andes. Si è trasferito nell'ex club del Lanús nel 2001, con lo stesso ruolo, ed è stato anche allenatore ad interim della squadra principale per una partita nel 2003.
Dopo aver lasciato Lanús nel 2004, Dabove ha lavorato come preparatore dei portieri al Boca Juniors nel 2004 prima di tornare al Lanús nel 2005. Dopo un breve periodo alla Huracán, ha lavorato sotto Néstor Gorosito al Rosario Central, Argentinos Juniors (due volte), River Plate, Xerez, Independiente e Tigre.
L'8 luglio 2013, Dabove è stato nominato manager del Racing de Olavarría, ma si è dimesso il 15 ottobre. Tornò al suo precedente ruolo di allenatore dei portieri l'anno successivo al Racing Club, prima di essere nominato con lo stesso ruolo nella squadra nazionale del Bahrein.
Dopo aver lasciato il Bahrein nel giugno 2016, Dabove è stato nominato allenatore dei portieri del Sarmiento de Junín prima di assumere lo stesso ruolo nell'Arsenal de Sarandí alla fine dell'anno. Nel 2017 è stato nominato allenatore delle categorie giovanili di Godoy Cruz.
Il 13 dicembre 2017, Dabove è stato nominato allenatore della squadra principale di Godoy Cruz, in sostituzione di Mauricio Larriera. L'8 dicembre dell'anno successivo, dopo aver qualificato il club alla Copa Libertadores 2019, lasciò il club alla scadenza del suo contratto e cinque giorni dopo subentrò all'Argentinos Juniors.
Dabove si è dimesso dall'Argentinos il 12 gennaio 2021 ed è stato nominato allenatore del San Lorenzo sette giorni dopo. Il 10 maggio, dopo l'eliminazione di quest'ultimo dalla Copa de la Liga Profesional 2021, chiese di andarsene.
Il 18 agosto 2021, Dabove è stato nominato allenatore della squadra brasiliana Bahia, essendo l'ottavo allenatore straniero del club (quarto argentino) e il primo straniero dal 1979. Dopo sei partite ed uno scarso rendimento, è stato licenziato dalla squadra tricolore.